# Sport

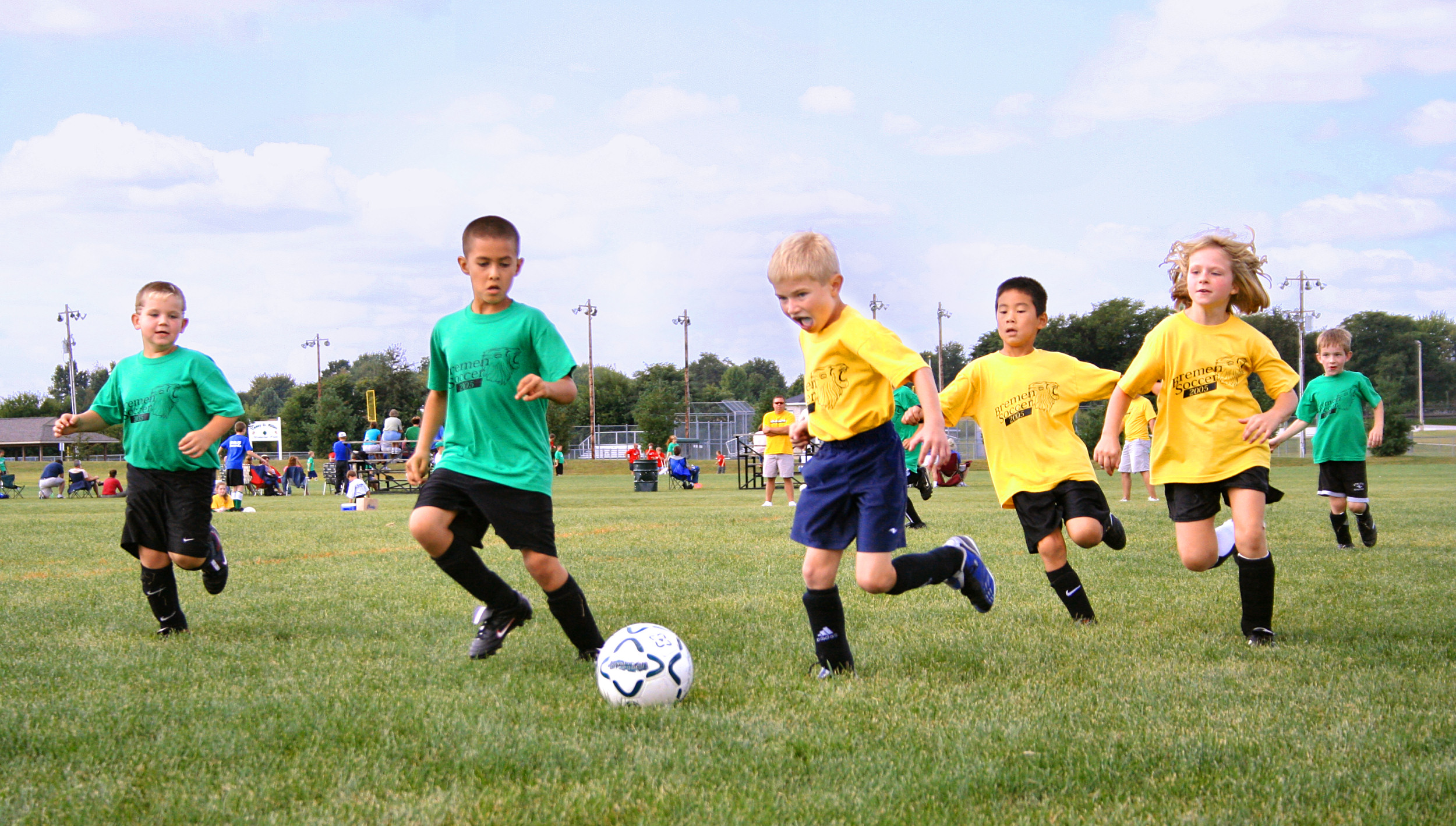
Sportul în copilărie. Fotbalul, este un sport de echipă care oferă oportunități de a dezvolta aptitudinile fizice și de interacțiune socială

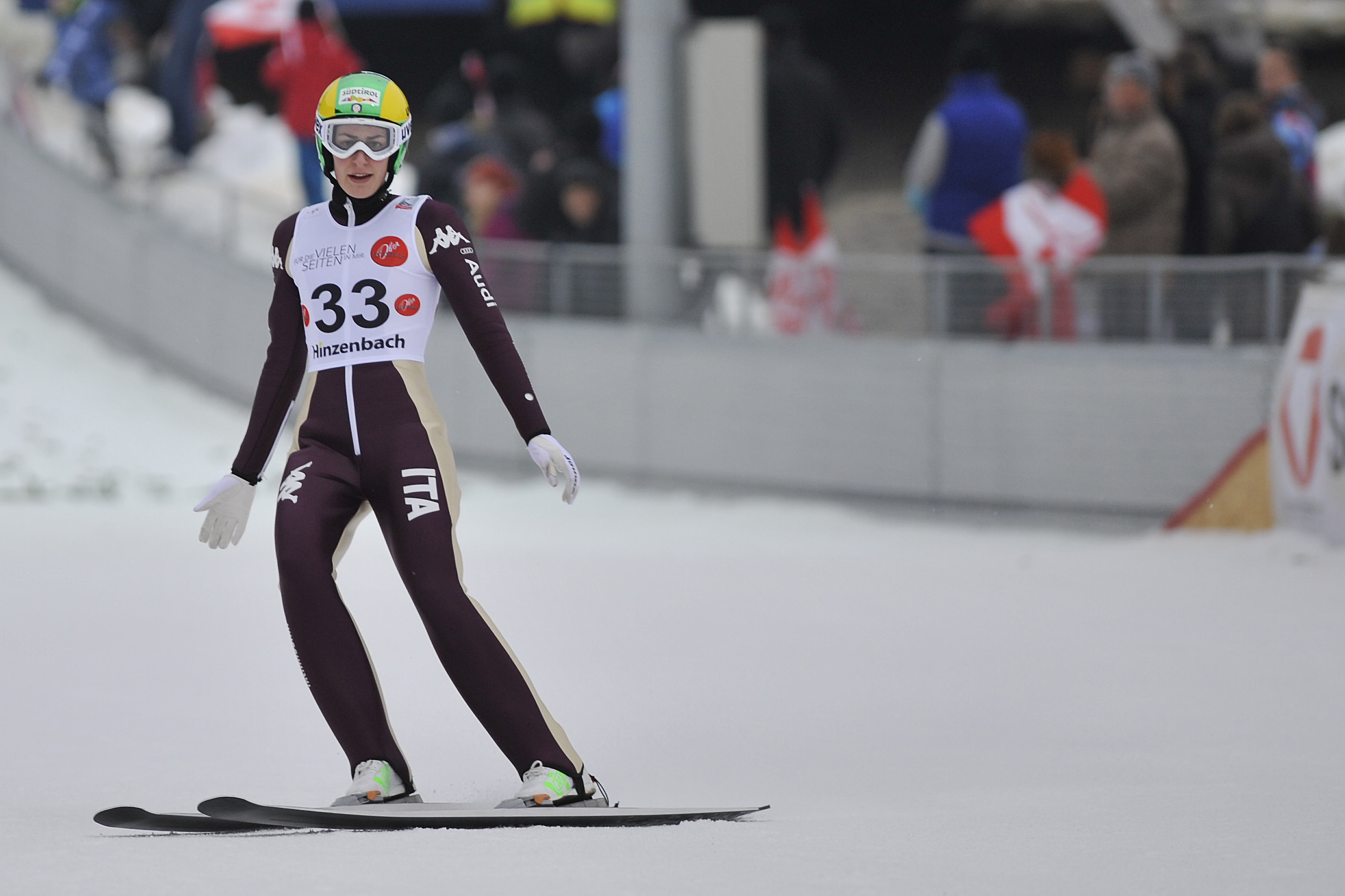
Sport

Un sport reprezintă o activitate de natură fizică ce poate implica și competiții. Totodată, sportul este o activitate care influențează stilul de viață, sănătatea sau personalitatea unui om.
Sporturile se pot categorisi în individuale (de exemplu atletism, haltere, tir sportiv) sau de echipă (de exemplu baschet, canotaj). 

## Etimologie
Cuvântul sport are o lungă istorie, avându-și originea în cuvântul latin deportare, care printre sensurile sale primordiale, însemna a ieși afară pe poartă adică a ieși în afara zidurilor orașului pentru a se dedica la activități sportive. 
Tot din acest termen, își au originea în provensalul deportar, Spaniolul deportar și Francezul despoter  (divertisment, distracție); de la acest cuvânt francez a luat, în engleza din secolul al XIV-lea, termenul disport, ce în preajma, secolului XVI-lea, s-a transformat în sport.

## Definiție
Definirea exactă a ceea ce separă un sport de alte activități de agrement variază între surse. Cel mai aproape de un acord internațional cu privire la o definiție este oferit de SportAccord, care este asociația pentru toate cele mai mari federații sportive internaționale (inclusiv asociația de fotbal, atletismul, ciclismul, tenisul, călăria etc.) și este, prin urmare, reprezentativ de facto de sport internațional.
SportAccord folosește următoarele criterii, determinând că un sport ar trebui: 
- să aibă un element de concurență
- să nu fie în nici un caz dăunătoare oricărei creaturi vii
- nu se bazează pe echipamente furnizate de un singur furnizor (cu excepția jocurilor de proprietate, cum ar fi fotbalul de arenă si a competitiilor monomarca din sporturile cu motor)
- nu se bazează pe niciun element de "noroc" special conceput în sport.

## Istoria sportului
Studiul dezvoltării sportului în istoria umană, poate arăta schimbări sociale semnificative survenite de-a lungul secolelor, în diferite culturi. 
Conceptul de sport ca o activitate ce implică abilitățile umane de bază, fizice și mentale, urmărește îmbunătățirea acestor abilități pentru a fi utilizate mai eficient și sugerează faptul că sportul este probabil la fel de vechi ca dezvoltarea inteligenței umane. Pentru omul primitiv, activitatea fizică a fost doar un mod de a-și îmbunătăți cunoștințele despre natură și, în aceeași măsură, un mod de a stăpâni mediul din jurul lui.

### Preistorie
În timpul secolului al XIX-lea, s-au descoperit numeroase obiecte de artă preistorică în Franța (la Lascaux), în Africa și în Australia, care arată cum în timpuri preistorice, s-au efectuat ceremonii ritualice în care era implicată o activitate fizică pentru participanți. Unele din aceste descoperiri au fost stabilite ca având cel puțin 30.000 de ani.

## Premii sportive
Premiile sportive prezentate câștigătorilor competițiilor sportive includ:
- medalii ale Jocurilor Olimpice, campionate mondiale, continentale, naționale și alte campionate. De obicei, participantul care ia locul 1 primește medalia de «aur», al doilea - «argintul», al treilea - «bronzul»;
- recordurile mondiale, continentale, nationale etc.;
- diplome, jetoane etc.
- sume de bani sau alte premii in natura ca de exemplu masini.

## Participare
Participarea tinerilor
Sportul pentru tineret oferă copiilor oportunități de distracție, socializare, formare de relații cu colegii, condiție fizică și burse pentru atletism. Activiștii pentru educație și cei care sunt împotriva drogurilor încurajează sportul tinerilor ca mijloc de creștere a participării la educație și de combatere a traficului ilegal de droguri. Potrivit Centrului de Cercetare și Politică a Prejudiciului de la Spitalul Național de Copii, cel mai mare risc pentru sportul pentru tineri este decesul sau vătămarea gravă, inclusiv comoția cerebrală. Aceste riscuri provin din alergare, baschet, fotbal, volei, gimnastică și hochei pe gheață..
Participarea persoanelor cu dizabilități

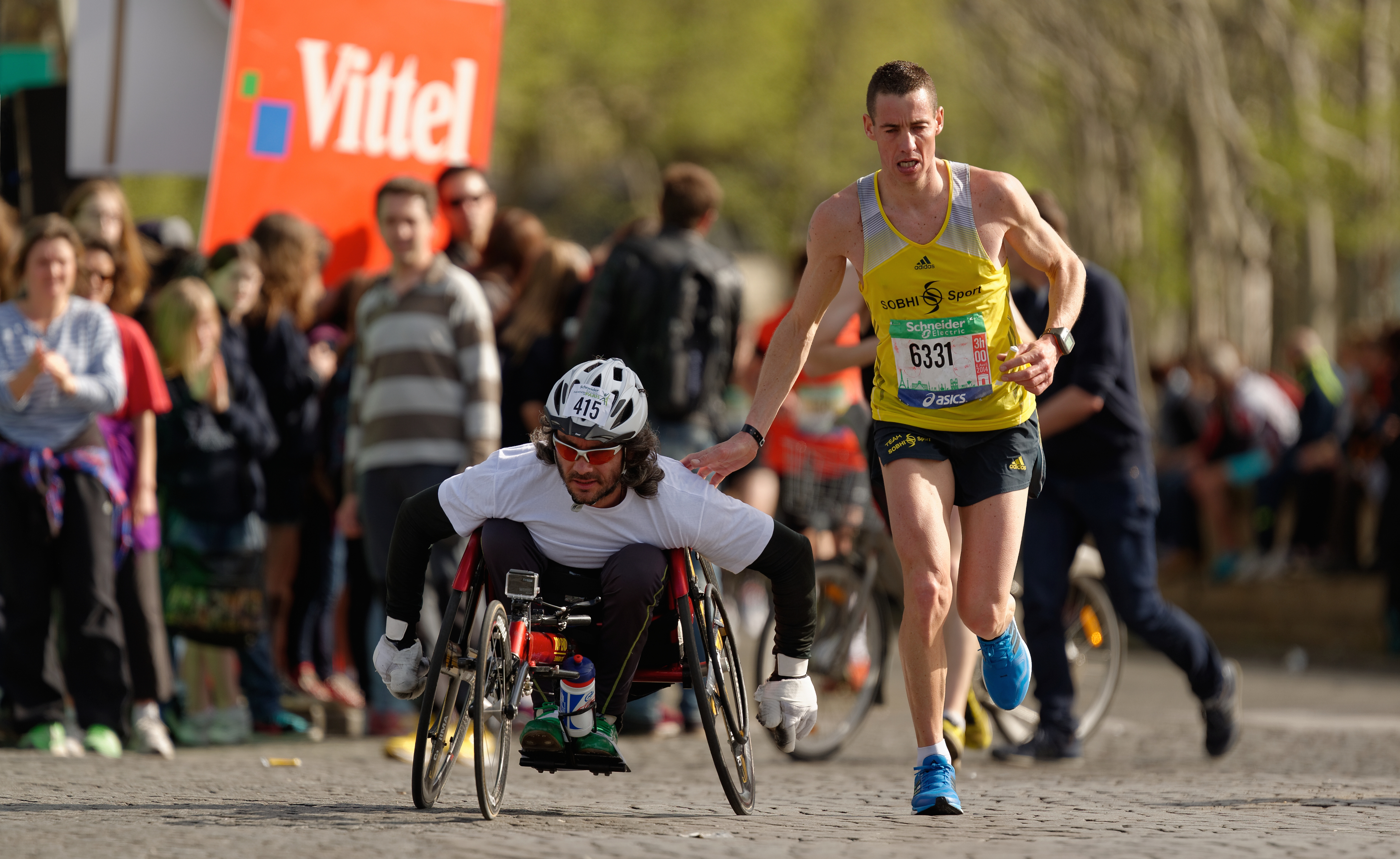
Un concurent în scaun cu rotile în timpul Maratonului Internațional de la Paris(Maratonul de la Paris) în 2014

O gamă largă de sporturi au fost adaptate pentru a fi practicate de persoane cu diverse dizabilități, precum și câteva care sunt unice doar pentru sportivii cu dizabilități, cum ar fi goalball. În cadrul fiecărei mișcări se practică diferite sporturi la diferite niveluri; de exemplu, nu toate sporturile din mișcarea paralimpică fac parte din Jocurile Paralimpice. În plus, multe sporturi sunt practicate de persoane cu dizabilități în afara mișcărilor sportive formale.
Diverse sporturi adaptate ajută societatea să învețe despre dizabilități. De asemenea, ele pot ajuta la eliminarea unei parte din stigmatul asociat ca persoană cu dizabilitățile.

## Popularitate
Popularitatea marilor sporturi după numărul de fani:
| #  | Sportul         | Fani            | Sfera                                                |
| -- | --------------- | --------------- | ---------------------------------------------------- |
| 1  | Fotbal          | 3 miliarde      | Globală                                              |
| 2  | Crichet         | 2.5 miliarde    | Asia, Australia și Regatul Unit                      |
| 3  | Baschet         | 2.2 miliarde    | Statele Unite, Canada, China și Filipine             |
| 4  | Hochei pe iarbă | 2 miliarde      | Europa, Africa, Asia, și Australia                   |
| 5  | Tenis           | 1 miliard       | Europa, America și Asia                              |
| 6  | Volei           | 900 de milioane | Europa, America, Asia și Australia                   |
| 7  | Tenis de masă   | 850 de milioane | Europa, Africa, Asia și America                      |
| 8  | Baseball        | 500 de milioane | Statele Unite, Japonia, Cuba și Republica Dominicană |
| 9  | Rugby           | 410 milioane    | Franța, Regatul Unit, Noua Zeelandă și Africa de Sud |
| 10 | Golf            | 390 de milioane | Europa, Asia, America de Nord și Canada              |